# Palazzo Civena
Palazzo Civena (detto anche Civena Trissino) venne costruito da Andrea Palladio nel 1540 a Vicenza. Primo palazzo di città realizzato dall'architetto, fu costruito per conto dei fratelli Giovanni Giacomo, Pier Antonio, Vincenzo e Francesco Civena, che lo tennero per quindici anni; fu poi per quattro secoli proprietà dei conti Trissino dal Vello d'Oro, che lo ampliarono notevolmente.
È inserito dal 1994 nell'elenco dei 23 monumenti palladiani della città facenti parte dei Patrimoni dell'umanità dell'UNESCO.

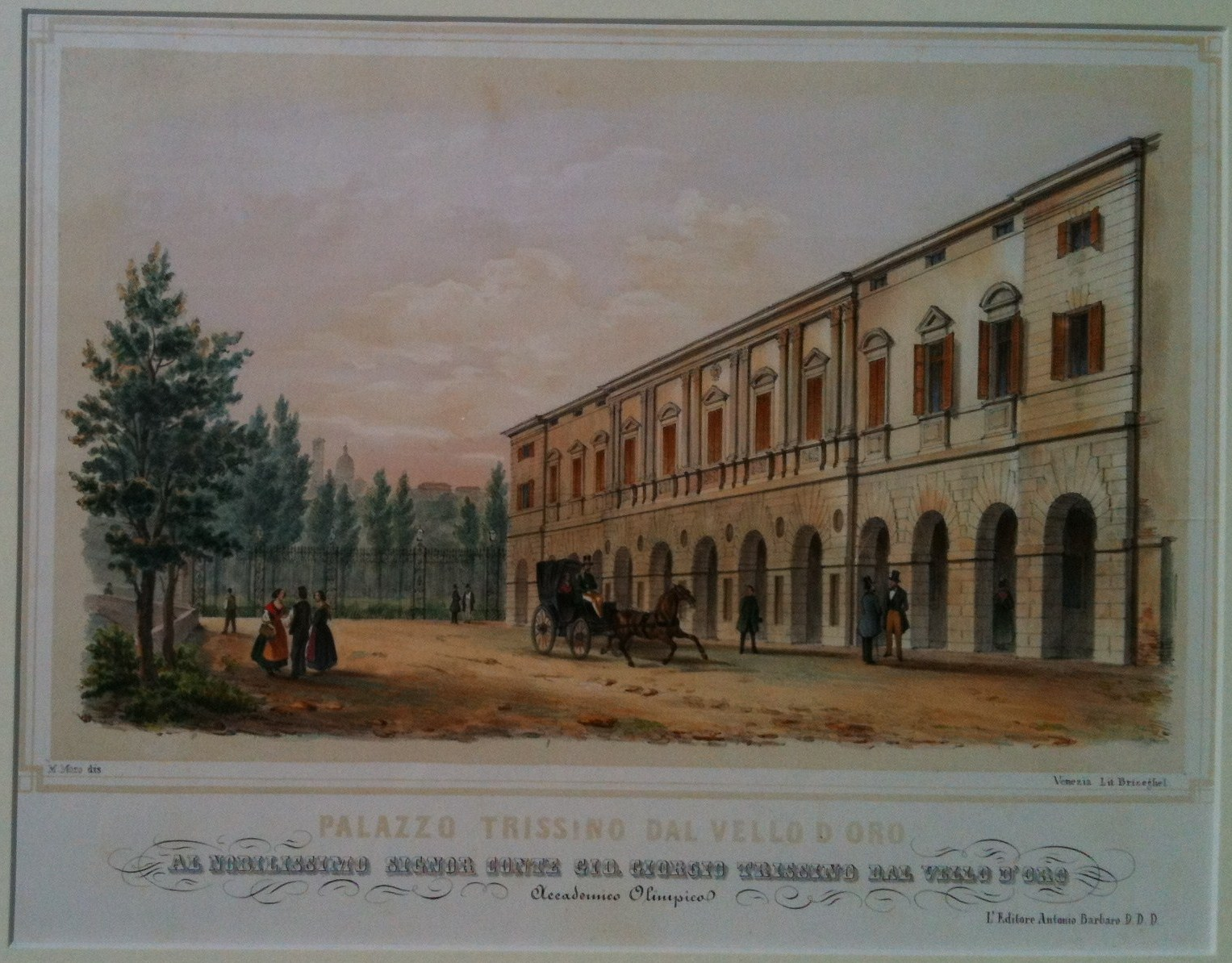
Palazzo Trissino dal Vello d'Oro (già Civena), litografia di Marco Moro dedicata a Giangiorgio Trissino dal Vello d'Oro, 1847.
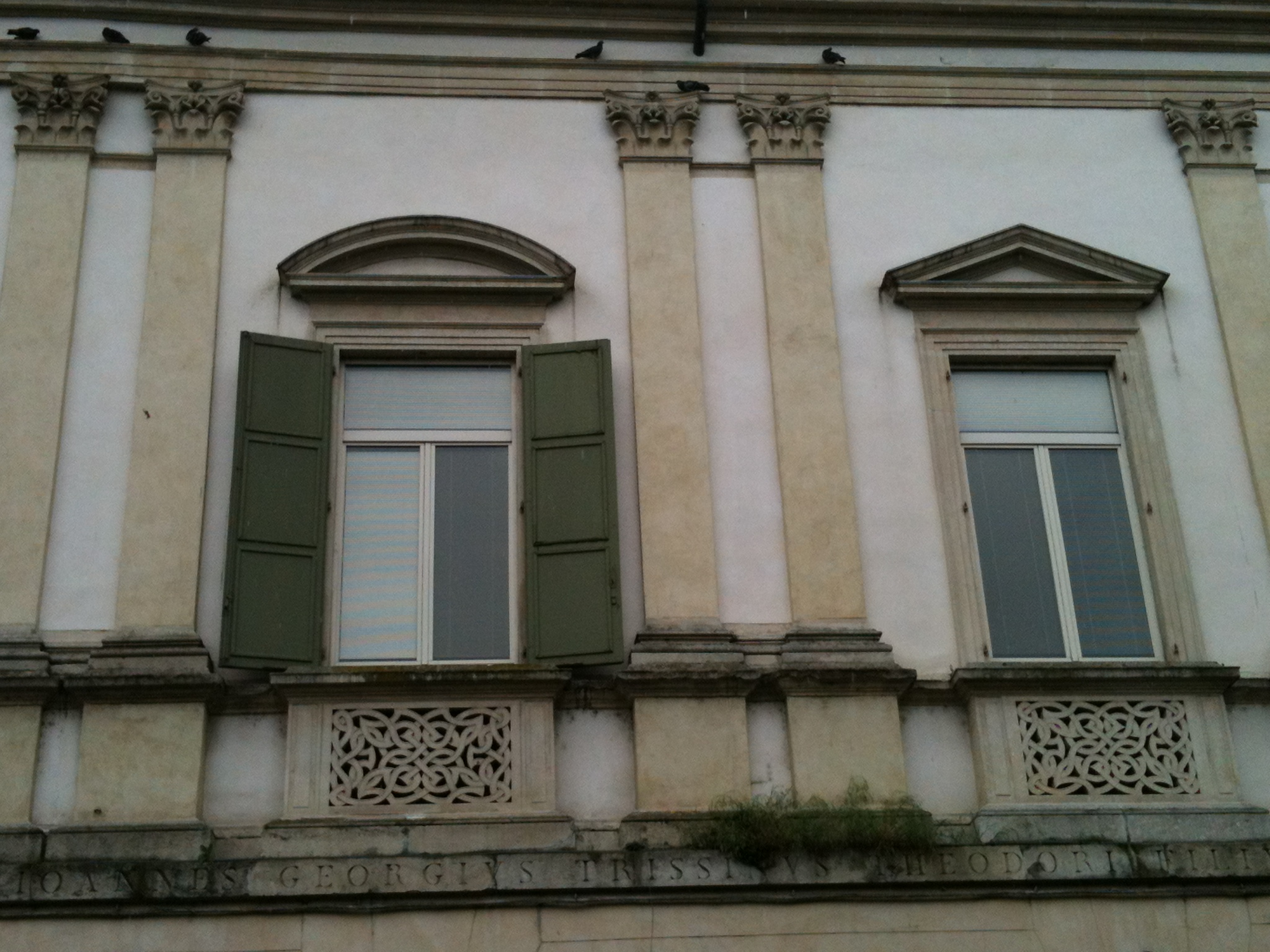
Dettaglio delle finestre al piano nobile di Palazzo Civena Trissino.

## Storia
La data "1540" incisa sulla medaglia di fondazione, conservata al Museo Civico di Vicenza, fissa in quell'anno la posa della prima pietra. L'edificio fu probabilmente terminato ventiquattro mesi più tardi, sei prima dell'inizio del cantiere del grande palazzo Thiene. Nel 1565 la proprietà passò alla famiglia Trissino, che la mantenne per i successivi quattro secoli.
Il palazzo venne alquanto ingrandito nel 1750 da Domenico Cerato, che aggiunse le ali laterali per volere dei conti Trissino dal Vello d'Oro. L'iscrizione presente nella trabeazione della facciata ricorda gli ultimi ampliamenti voluti nel 1820 dal conte Giangiorgio Trissino in occasione del suo matrimonio con la marchesina Teresa Brignole. Fu semidistrutto dai pesanti bombardamenti angloamericani nella seconda guerra mondiale il 2 aprile 1944 (come il Teatro Eretenio che vi era affiancato) e quindi ricostruito. In seguito è divenuto sede di una casa di cura.

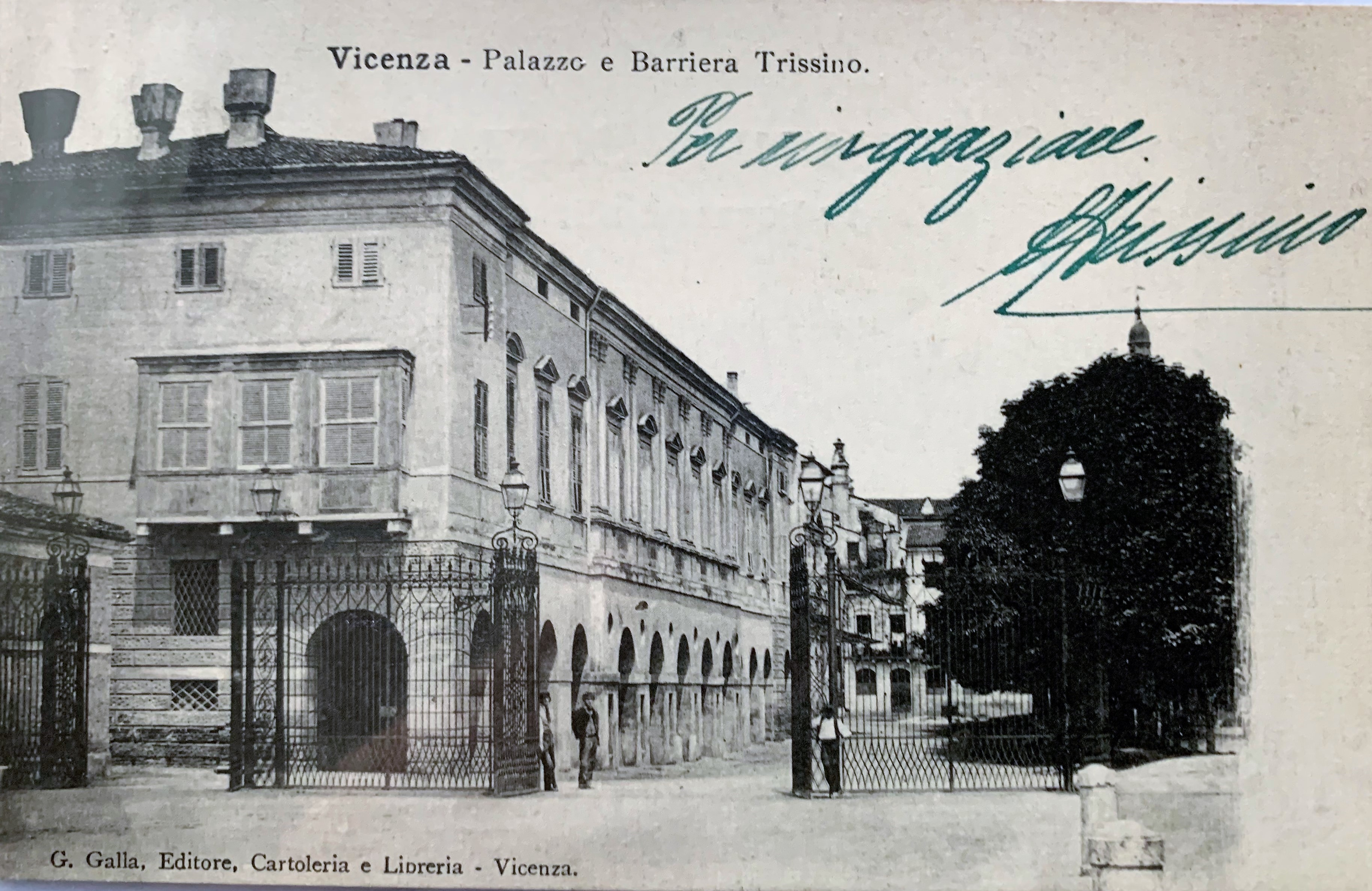
Cartolina illustrata del 1900 circa con Palazzo Trissino dal Vello d'Oro e la barriera daziaria allora esistente. Riporta l'autografo di Gian Giorgio Trissino, ultimo della famiglia ad essere nato in questo palazzo.

## Il progetto di Palladio
Palazzo Civena non è inserito nei Quattro libri dell'architettura di Palladio (1570), ma esistono vari disegni autografi palladiani che documentano le diverse alternative elaborate durante la progettazione. L'odierna distribuzione degli ambienti non è la soluzione definitiva scelta da Palladio ma è frutto del pesante intervento del Cerato, che prolungò l'atrio e modificò le scale. La planimetria originale è comunque ricostruibile grazie a una pianta pubblicata da Ottavio Bertotti Scamozzi nel 1776 (a suo dire ottenuta dai Trissino, allora proprietari dello stabile): il raggrupparsi delle stanze in due nuclei posizionati ai lati dell'atrio, con una serliana che filtra il rapporto con l'esterno, è molto vicino ai progetti palladiani di villa di quegli stessi anni.
La precoce data di progettazione rende palazzo Civena una preziosa testimonianza dell'attività giovanile palladiana e della sua cultura architettonica prima del risolutivo viaggio a Roma nel 1541 con Gian Giorgio Trissino, suo mecenate. Come già la villa Trissino di Cricoli, l'edificio segna una frattura con la prassi costruttiva vicentina: la tradizionale polifora al centro della facciata è sostituita da una sequenza regolare di campate, ritmata da lesene accoppiate. In ciò Palladio si ispira evidentemente ai palazzi romani di primo Cinquecento (come lo scomparso palazzo Caprini di Bramante), ma è chiaro che non si tratta di una conoscenza diretta: la facciata dell'edificio appare come ritagliata da un foglio di carta, priva di reale consistenza plastica. Per altro, tutti gli elementi del linguaggio architettonico derivano da esperienze venete, e non romane, in primo luogo gli edifici realizzati da Giovanni Maria Falconetto a Padova.

## Pianta, prospetto e rilievo del palazzo

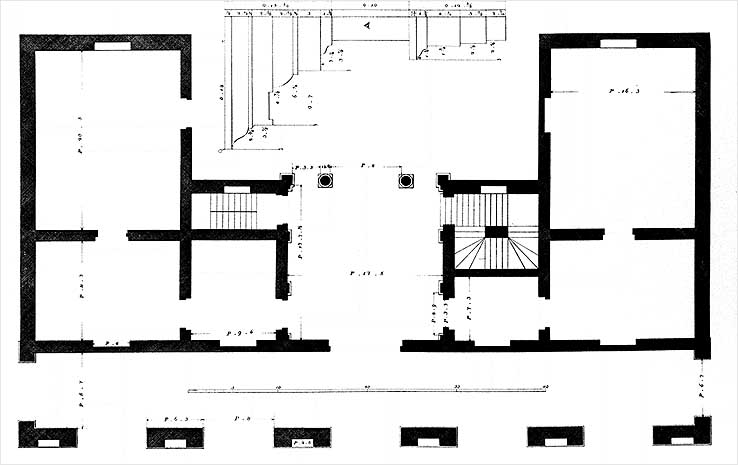
Palazzo Civena, pianta del corpo centrale di Palladio (Ottavio Bertotti Scamozzi, 1776)
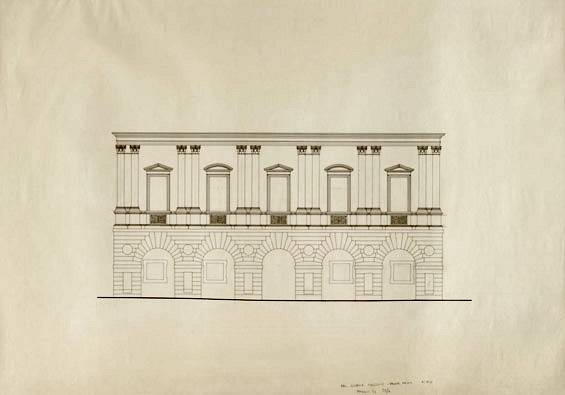
Palazzo Civena, prospetto principale del corpo centrale palladiano (Andrzej ed Ewa Pereswet Soltan, 1977)
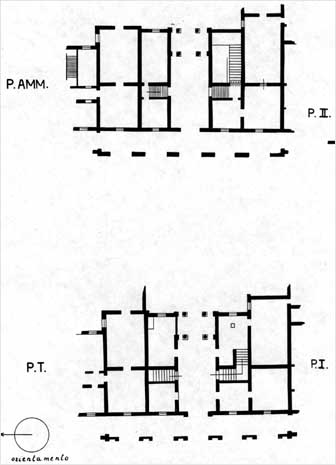
Palazzo Civena, rilievo (da Zorzi 1965)